# امخرقاء امعليا (مكيراس)

تعديل مصدري - تعديل

امخرقاء امعليا هي إحدى قرى عزلة مكيراس بمديرية مكيراس التابعة لمحافظة البيضاء، بلغ تعداد سكانها 55 نسمة حسب تعداد اليمن لعام 2004.